# Rue de Luynes
La rue de Luynes est une voie de Paris située dans le 7e arrondissement de Paris.

## Situation et accès
Elle commence au 9, boulevard Raspail et se termine au 199 bis, boulevard Saint-Germain. Assez courte (90 m de long), elle permet l’accès au square de Luynes. Vers le nord, elle se prolonge par la rue Saint-Thomas-d’Aquin. Il aurait été prévu de prolonger cet axe en démolissant l’église Saint-Thomas-d’Aquin et en rejoignant ainsi la rue Sébastien-Bottin puis, par la rue de Beaune, le quai Voltaire.
Le quartier est desservi par la ligne 12 à la station Rue du Bac.

## Origine du nom
Son nom provient de l’hôtel de Luynes et de Chevreuse sur l’emplacement duquel cette voie fut ouverte en 1901.

## Historique
Cette rue a été percée en 1901, sur l'emplacement de l'ancien hôtel de Chevreuse, situé au 31, rue Saint-Dominique et qui, lors de la création du boulevard Saint-Germain en 1877, après avoir été fortement entamé, se trouvait situé au no 201.
Cet hôtel de Chevreuse construit en 1650 par Anne de Rohan-Montbazon, duchesse de Chevreuse sur des terrains servant autrefois à une écorcherie, devint la propriété de Charles d'Albert, duc de Luynes par suite de son mariage avec sa tante, la duchesse de Chevreuse.

## Bâtiments remarquables et lieux de mémoire
- No 5 (et square de Luynes) : immeuble de 1904 réalisé par l’architecte Georges Pradelle[3].
- Les autres immeubles de la rue furent édifiés principalement par Pasquier.
- No 6 : le neurologue Georges Guillain (1876-1961) y demeure avant son mariage[4].